# Тохтасынов, Толен Мухамедиевич
Толен Мухамедиевич Тохтасынов (каз. Тоқтасынов, Төлен Мұхамедияұлы; 9 октября 1962, Семипалатинск — 5 октября 2024) — казахстанский политик, предприниматель, общественный деятель, депутат Мажилиса Парламента Республики Казахстан II созыва. Бывший секретарь ЦК Коммунистической партии Казахстана, бывший председатель политсовета ДВК.

## Биография
Родился 9 октября 1962 года в городе Семипалатинск. Казах. Происходит из подрода мурын рода каракерей племени найман.
Окончил среднюю школу №33 города Семипалатинск.
Окончил Алма-Атинский архитектурно-строительный институт.
Умер 5 октября 2024 года в возрасте 61 года, после последних месяцев тяжёлой болезни.

## Профессиональная деятельность
В 1980 году начал трудовую деятельность на фабрике первичной обработки шерсти. В том же году был призван в ряды Советской Армии, после срочной службы вернулся на фабрику. С 1983 года работал в Семипалатинском производственном объединении сборного железобетона, где прошел путь от слесаря до руководящей должности. 
В 1989 году окончил Алматинский архитектурно-строительный институт. В 1991 году основал строительную компанию "Талан" и стал ее руководителем, а также возглавил ТОО "Айкас". 
В 1996 году на общем собрании акционеров был избран президентом АО «Каполиграф», одного из стабильно работающих городских предприятий. В 1998 году стал председателем Совета директоров. С приходом Тохтасынова на предприятие была привлечена новая волна менеджеров, что позволило значительно расширить рынки сбыта продукции комбината в России и Средней Азии. С осени 1996 года комбинат работает стабильно, увеличивает производство и расширяет ассортимент продукции.

## Общественная деятельность
Толен Мухамедиевич активно участвует в общественной жизни. В 1999 году был избран депутатом  областного маслихата и назначен заместителем председателя бюджетной комиссии.
Он является крупным деятелем, пропагандирующим здоровый образ жизни. Является членом Попечительского совета футбольного клуба «Елимай», который трижды становился чемпионом Казахстана, а также президентом баскетбольного клуба «СБК-Университет», занявшего второе место в республиканском чемпионате, и президентом теннисного клуба.
24 сентября 2000 года был избран депутатом Мажилиса Парламента Республики Казахстан по Южно-Западному избирательному округу №19 Восточно-Казахстанской области. Был членом Комитета по вопросам экологии и природопользования. Руководителем депутатской группы «Экология». С 2004 года был — секретарём ЦК Компартии Казахстана. Был одним из учредителей движения «Демократический выбор Казахстана» (2001).

## Семья
Жена — Тохтасынова Алма Капановна, адвокат. Дочь — Алия (1989 г.); сын — Алихан (1994 г.).